# Reed-Solomon-Identifikation

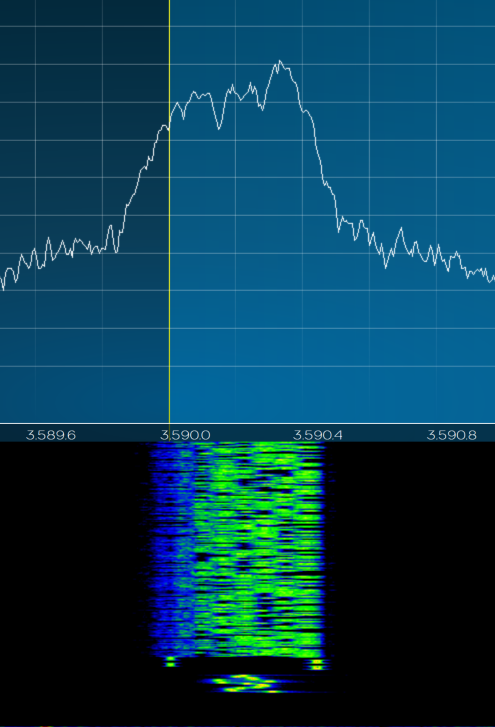
Leistungsdichtediagramm in Form eines vertikalen Wasserfalldiagrammes einer digitalen Radio-Übertragung mit einleitender RSID

Reed Solomon Identifikation (RSID) ist ein digitales Kommunikationsprotokoll für Funkamateure, das es ermöglicht, viele digitale  Betriebsarten automatisch zu identifizieren und ggf. empfangsseitig den passenden Dekoder einzustellen. Es wurde vom französischen Funkamateur Patrick Lindecker, Rufzeichen F6CTE, hauptsächlich für Übertragungen auf Kurzwelle entwickelt. Je eine eindeutige Zahl identifiziert die Betriebsart, diese Identifikationen werden vom Autor des Protokolls zentral verwaltet.
Die Identifikation wird direkt vor der eigentlichen digitalen Übertragung gesendet. Sie dauert 1,4 s und hat eine Bandbreite von 172 Hz. Codiert wird sie als Reed-Solomon-Code, was eine robuste Übertragung mit Vorwärtsfehlerkorrektur (FEC) auch auf gestörten Verbindungen ermöglicht. Die Übertragung der RSID erfolgt in MFSK-Modulation. Bis zu einem Signal/Rauschverhältnis von −16 dB, bezogen auf eine Bandbreite von 2,5 kHz, funktioniert eine Dekodierung. Daher ist es möglich, dass die Dekodierung der RSID-Kennung gelingt, ohne dass eine Demodulation des eigentlichen Digital-Signals erfolgreich ist.
RSID wird von einigen Computer-Programmen für Funkamateure unterstützt, z. B. von Fldigi.